# Josh Olson
Pour les articles homonymes, voir Olson.
Josh Olson est un scénariste, réalisateur et producteur américain.

## Filmographie

### Comme scénariste
- 1998 : Prise de risque (On the Border) (TV)
- 1999 : Tueur en cavale (Hitman's Run)
- 2000 : A Moment of Silence
- 2001 : Puppy Love
- 2001 : Instinct to Kill
- 2002 : Infested
- 2005 : A History of Violence
- 2009 : Monster
- 2012 : Jack Reacher (avec Christopher McQuarrie)
- 2024 : Riposte (Trigger Warning) de Mouly Surya

### Comme réalisateur
- 2001 : Puppy Love
- 2002 : Infested

### Comme producteur
- 2001 : Puppy Love
- 2024 : Riposte (Trigger Warning) de Mouly Surya